# Селин, Алексей Иванович
Алексе́й Ива́нович Се́лин (6 февраля 1978) — российский футболист, полузащитник.

## Карьера
В 1997 году выступал за «Ротор-2» из Михайловки, в 27 матчах забил 4 гола. В следующем 1998 году провёл 10 игр за «Ротор-2» из Волгограда. С 1999 по 2003 год защищал цвета клуба «Кубань», за которую провёл 135 матчей и забил 19 мячей. В сезоне 2004 года выступал за новороссийский «Черноморец», в 41 встрече за который забил 10 голов. С 2005 по 2008 год сыграл 85 матчей и забил 7 мячей в составе новотроицкой «Носты». В 2009 году вернулся в «Черноморец», за который в том сезоне провёл 4 игры.